# Celaya
Celaya è una delle città dello stato messicano di Guanajuato.
Pur essendo una città di dimensioni modeste vi si possono trovare zone amene ed accoglienti. Nel centro antico sorgono diverse chiese e una piazza dove si trova una fontana, circondata da bar e negozi tipici.

## Origine del nome
Il nome del comune deriva dalla parola basca Zalaya, che significa "terra piana". La città fu inizialmente fondata come Città di Nostra Signora della Concezione di Zalaya.

## Storia
l 12 ottobre 1570 fu emesso l'atto costitutivo della "Villa de Nuestra Señora de la Asunción de Zelaya" e Pedro de Villegaz fu nominato Sindaco, (sebbene di natura transitoria); essendo questo il responsabile dell'organizzazione del gruppo di famiglie che, una volta approvata la domanda di fondazione, sarebbero quelle che eleggerebbero il primo consiglio. La fondazione fu realizzata ai piedi di un albero di mesquite caratteristico della zona, in quello che oggi è il cosiddetto Barrio del Zapote. In quel luogo un gruppo di ventisette famiglie ricevette le corrispondenti terre che avrebbero dovuto abitare e far produrre. Il primo municipio fu istituito il 1º gennaio 1571 con Domingo Silva e Juan Freyre come i primi sindaci eletti nella storia. In quella stessa data pervenne l'autorizzazione definitiva per la fondazione della città. Durante l'intervento statunitense in Messico, (1846-1848), il reggimento Celaya, sotto il comando del generale Pedro Ampudia, fu il primo reggimento di Guanajuato a combattere gli invasori statunitensi nelle battaglie di Palo Alto e La Resaca de Guerrero, formando in seguito il Primo e il Secondo reggimento Celaya e assistendo anche il reggimento ausiliario di Guanajuato. Nel dicembre 1863, le truppe francesi occuparono Celaya con l'approvazione del settore conservatore della città. Dopo il successo della rivoluzione di Tuxtepec guidata da Porfirio Díaz contro Sebastián Lerdo de Tejada, Porfirio Díaz invase Celaya il 29 dicembre 1876 e da Salamanca nominò Francisco Z. Mena governatore di Guanajuato. Durante il periodo rivoluzionario nella città, ebbero luogo una serie di scontri importanti e sanguinosi, noti come Battaglie di Celaya, tra le forze Villista con 30 000 uomini e gli Obregonistas (Constitucionalista), con 15 000 uomini, nei giorni 13, 14 e 15 aprile 1915, avvenne la vittoria degli Obregonistas. Dopo il periodo post-rivoluzionario, a partire dal 1960, Celaya fu collegata da numerose strade e moderne autostrade, aeroporti e ferrovie per distribuire i suoi fiorenti settori agricoli, industriali, commerciali e zootecnici, secondo il cosiddetto Piano Guanajuato. Questa crescita, unita alla prosperità della regione, le è valsa il soprannome di "Porta d'Oro del Bajío". Nel 2010, l'INEGI l'ha nominata "Área metropolitana", insieme alle città di Apaseo el Grande e Villagrán.

## Clima
Il clima di Celaya è definito come prevalentemente semi-secco/semi-caldo (BS1h), con piogge estive, ha una piovosità media annua di 603,3 mm e nessuna stagione invernale ben definita. La temperatura media stimata è di 25 °C, con una minima di 1 °C e una massima di 36 °C.
| Parametri climatici medi di Celaya          | Parametri climatici medi di Celaya | Parametri climatici medi di Celaya | Parametri climatici medi di Celaya | Parametri climatici medi di Celaya | Parametri climatici medi di Celaya | Parametri climatici medi di Celaya | Parametri climatici medi di Celaya | Parametri climatici medi di Celaya | Parametri climatici medi di Celaya | Parametri climatici medi di Celaya | Parametri climatici medi di Celaya | Parametri climatici medi di Celaya | Parametri climatici medi di Celaya |
| Mesi                                        | Gen.                               | Feb.                               | Mar.                               | Apr.                               | Mag.                               | Giu.                               | Lug.                               | Ago.                               | Set.                               | Ott.                               | Nov.                               | Dic.                               | Annuale                            |
| ------------------------------------------- | ---------------------------------- | ---------------------------------- | ---------------------------------- | ---------------------------------- | ---------------------------------- | ---------------------------------- | ---------------------------------- | ---------------------------------- | ---------------------------------- | ---------------------------------- | ---------------------------------- | ---------------------------------- | ---------------------------------- |
| Temp. max. media (°C)                       | 24.0                               | 25.5                               | 28.2                               | 30.2                               | 31.0                               | 29.3                               | 27.3                               | 27.4                               | 26.9                               | 26.4                               | 25.8                               | 24.3                               | 27.2                               |
| Temp. media (°C)                            | 14.8                               | 16.1                               | 18.5                               | 20.9                               | 22.4                               | 22.1                               | 20.7                               | 20.6                               | 20.2                               | 18.8                               | 17.1                               | 15.5                               | 19.0                               |
| Temp. min. media (°C)                       | 5.6                                | 6.7                                | 8.8                                | 11.6                               | 13.7                               | 14.9                               | 14.2                               | 13.9                               | 13.6                               | 11.2                               | 8.4                                | 6.7                                | 10.8                               |
| Piogge (mm)                                 | 13.9                               | 7.4                                | 7.1                                | 13.3                               | 30.5                               | 103.1                              | 142.2                              | 133.1                              | 101.6                              | 44.2                               | 13.4                               | 7.5                                | 617.3                              |
| Giorni di pioggia (≥ 0.01 mm)               | 2.4                                | 1.4                                | 1.6                                | 2.4                                | 5.6                                | 11.3                               | 14.4                               | 13.3                               | 10.7                               | 5.5                                | 2.1                                | 1.8                                | 72.5                               |
| Fonnte: Servicio Meteorologico Nacional SMN |                                    |                                    |                                    |                                    |                                    |                                    |                                    |                                    |                                    |                                    |                                    |                                    |                                    |

## Amministrazione

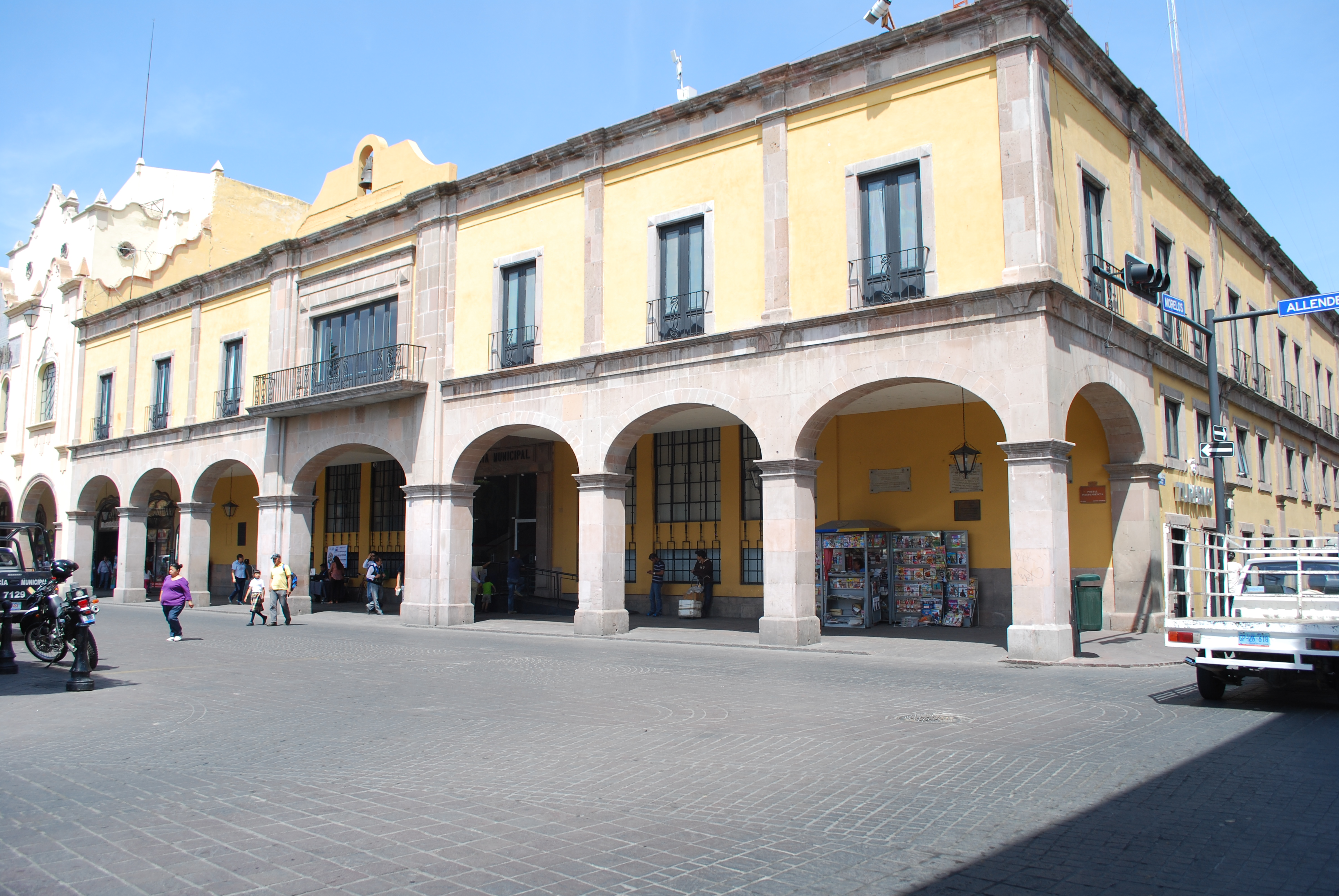
Municipio di Celaya

Come nella maggior parte dei comuni del Messico, le elezioni municipali si tengono ogni tre anni, nel caso di Celaya, la giunta comunale è composta da: Un Presidente Municipal (il sindaco), eletto tramite voto popolare diretto per un mandato di tre anni; due fiduciari eletti sulla lista del candidato vincitore per le elezioni del sindaco; e dodici membri del consiglio; sette eletti a maggioranza relativa e cinque con rappresentanza proporzionale.
| Presidente Municipale            | Periodo                | Partito         |
| -------------------------------- | ---------------------- | --------------- |
| Juan Vázquez                     | 1917                   | Non disponibile |
| José María Jiménez               | 1918                   | Non disponibile |
| Juan Jiménez                     | 1919                   | Non disponibile |
| Francisco Aguilera               | 1919                   | Non disponibile |
| J. Luz Ramírez                   | 1920                   | Non disponibile |
| Alberto Pallares                 | 1920                   | Non disponibile |
| Luis Gil                         | 1920                   | Non disponibile |
| Juan Sepúlveda                   | 1921                   | Non disponibile |
| José Mendoza Oliveros            | 1922                   | Non disponibile |
| Enrique Campacós                 | 1923                   | Non disponibile |
| Rafael R. Arroyo                 | 1924                   | Non disponibile |
| Antonio R. Rico                  | 1925-1926              | Non disponibile |
| J. Jesús Yáñez Maya              | 1927                   | Non disponibile |
| Enrique Tamayo Guerrero          | 1928                   | Non disponibile |
| Ignacio Vélez Mora               | 1929-1930              | Non disponibile |
| Ernesto Gallardo Sánchez         | 1931-1932              | PRI             |
| Gustavo Anaya                    | 1932                   | PRI             |
| Alfredo Ortega Manríquez         | 1932                   | PRI             |
| Juan Yépez Márquez               | 1933-1934              | PRI             |
| Raymundo Flores Ruelas           | 1935                   | PRI             |
| Rafael Arroyo                    | 1936                   | PRI             |
| Salvador Estrada Rico            | 1936                   | PRI             |
| Daniel Mosqueda Enríquez         | 1937                   | PRI             |
| Alfonso A. Parra                 | 1938                   | PRI             |
| Leopoldo Jiménez                 | 1939                   | PRI             |
| Juan Gutiérrez V.                | 1939                   | PRI             |
| Rafael R. Arroyo                 | 1940-1941              | PRI             |
| J. Jesús Ortiz Balderas          | 1942-1943              | PRI             |
| Salvador Montes Redondo          | 1944-1945              | PRI             |
| Antonio Chaurand Concha          | 1946-1947              | PRI             |
| José Mendoza Oliveros            | 1948-1949              | PRI             |
| Octavio Lizardi                  | 1950-1951              | PRI             |
| José Chaurand Concha             | 1952-1954              | PRI             |
| Gustavo Cárdenas Noriega         | 1955-1957              | PRI             |
| Jesús Gómez de la Cortina        | 1958-1960              | PRI             |
| Antonio Chaurand Yepes           | 1961-1963              | PRI             |
| Javier Guerrero Rico             | 1964-1966              | PRI             |
| Roberto Suárez Nieto             | 1967-1969              | PRI             |
| Ernesto Balderas Lomelin         | 1970-1972              | PRI             |
| Antonio Ramírez Delgado          | 1973                   | PRI             |
| René López Duthoy                | 1973                   | PRI             |
| Arturo Nieto Lambarri            | 1974-1976              | PRI             |
| Manuel Orozco Irigoyen           | 1977-1979              | PRI             |
| Salvador Almeida Álvarez         | 1979                   | PRI             |
| Mauricio Clark Ovadía            | 1980                   | PRI             |
| Héctor Manuel Maldonado          | 1981-1982              | PRI             |
| Salvador Guerra Jiménez          | 1983-1985              | PRI             |
| Jorge Chaurand Arzate            | 1986-1989              | PRI             |
| Francisco Javier Mendoza Márquez | 1989-1991 (1° mandato) | PRI             |
| Carlos Aranda Portal             | 1992-1994              | PAN             |
| Leopoldo Almanza Mosqueda        | 1995-1998              | PRI             |
| Ricardo Suárez Inda              | 1998-2000              | PAN             |
| José Manuel Mendoza Márquez      | 2000-2003              | PAN             |
| José Rivera Carranza             | 2003-2006              | PAN             |
| Gerardo Hernández Gutiérrez      | 2006-2009              | PAN             |
| Rubí Laura López Silva           | 2009-2012              | PAN             |
| Ismael Pérez Ordaz               | 2012-2015              | PAN-PANAL       |
| Ramón Lemus Muñoz                | 2015-2018              | PAN             |
| Elvira Paniagua Rodríguez        | 2018-2021              | PAN             |
| Francisco Javier Mendoza Márquez | 2021-2024 (2º Mandato) | PAN             |
| Juan Miguel Ramírez Sánchez      | 2024-2027              | MORENA          |

## Demografia

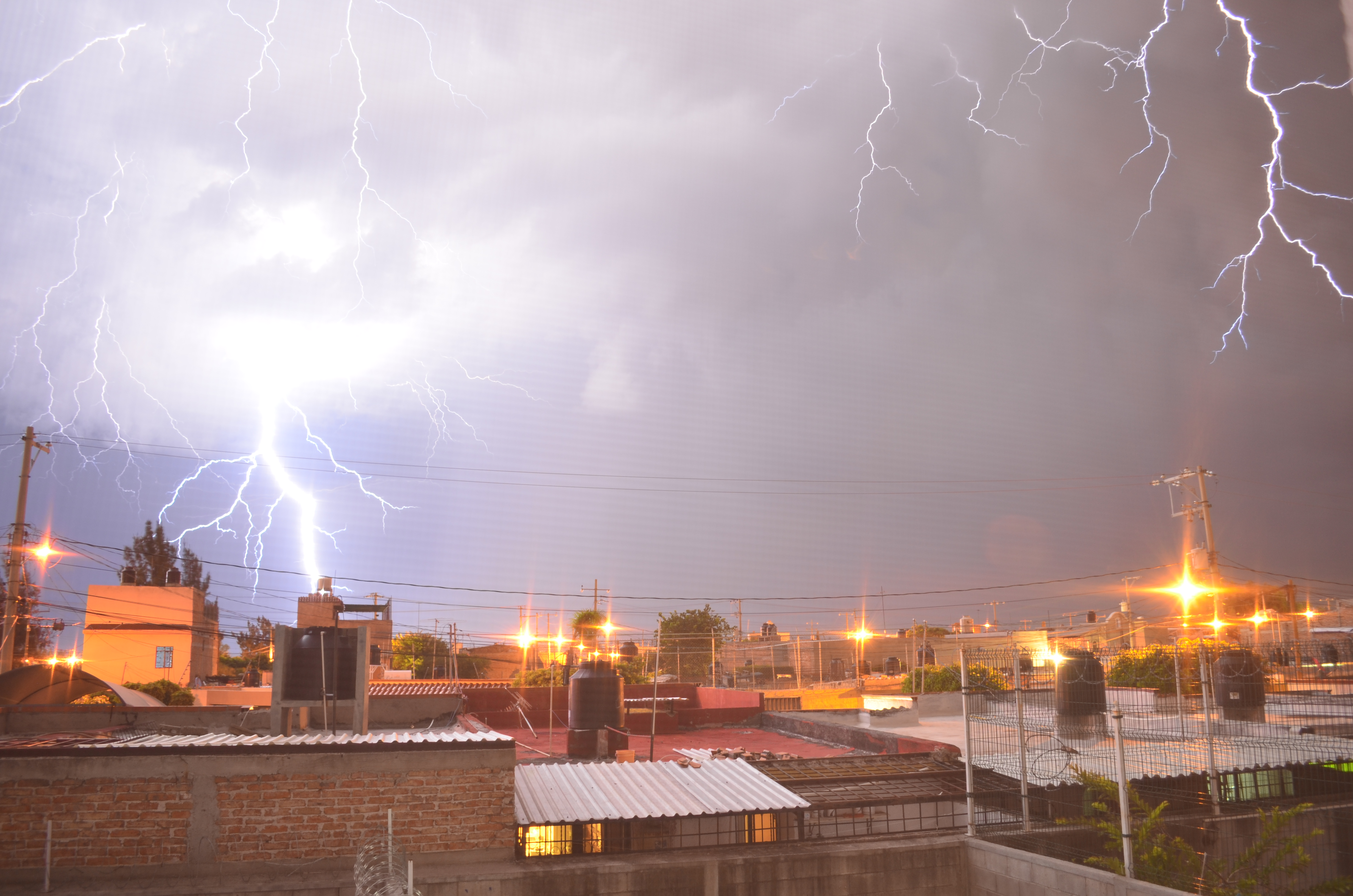
Vista notturna della città sotto un temporale

Secondo i dati del XIV Censimento generale della popolazione (Censo General de Población y Vivienda del Instituto Nacional de Estadística y Geografía INEGI), la città di Celaya ha un totale di 378.143 abitanti, dei quali 183.294 uomini e 194.849 donne. È la terza città più popolata di Guanajuato e la 46ª città più popolata del Messico per popolazione.
| Anno | Abitanti | Variazione |
| ---- | -------- | ---------- |
| 1900 | 25 565   | —          |
| 1910 | 23 062   | −9.8 %     |
| 1921 | 24 035   | +4.2 %     |
| 1930 | 24 480   | +1.9 %     |
| 1940 | 22 766   | −7.0 %     |
| 1950 | 34 426   | +51.2 %    |
| 1960 | 58 851   | +70.9 %    |
| 1970 | 79 977   | +35.9 %    |
| 1980 | 141 675  | +77.1 %    |
| 1990 | 214 856  | +51.7 %    |
| 2000 | 277 750  | +29.3 %    |
| 2010 | 340 387  | +22.6 %    |
| 2020 | 378 143  | +11.1 %    |

## Luoghi di interesse
Il centro storico in stile coloniale spagnolo è ben conservato è in parte pedonalizzato, comprende palazzi antichi, piazze, chiese e monumenti.

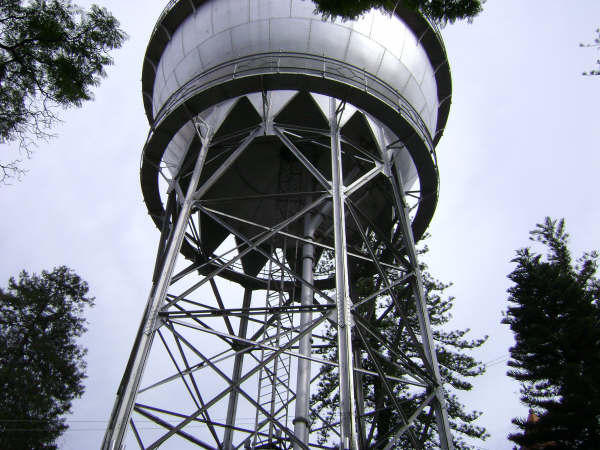
Bola de agua

Plaza de Armas: È il giardino principale della città, circondata sui quattro lati da edifici storici con portici, ha un chiosco in ferro battuto al centro, parte delle strade che la circondano è stata pedonalizzata, vi sono numerosi alberi e panchine dove sedersi.
Bola de Agua: La Bola de Agua di Celaya è un'icona e un monumento della città. È in funzione dal 1908 e oggi distribuisce acqua a gran parte del centro cittadino. La torre idraulica ha una base larga 10 metri e un'altezza di 35 metri sopra il livello del suolo. La palla ha un diametro di 12 metri e una capacità di circa 904,77 metri cubi. Attualmente è l'unica esistente al mondo nel suo genere: in precedenza, a Stoccarda, in Germania, c'era un'altra Bola de Agua simile, che però fu distrutta durante la seconda guerra mondiale.
Casa del Diezmo: Si tratta del Centro Culturale Casa del Diezmo, anticamente noto come Alhóndiga; fu costruito dal soldato Hernán Pérez Bocanegra, arrivato con le truppe di Hernán Cortés. Oggi è sede di un museo e di un archivio storico comunale; ospita anche una scuola d'arte. È inoltre un'unità dipendente dall'Istituto Municipale d'Arte e Cultura di Celaya. La sua architettura è notevole per gli architravi in pietra, le porte in legno intagliato e le finestre risalenti al XVII secolo.

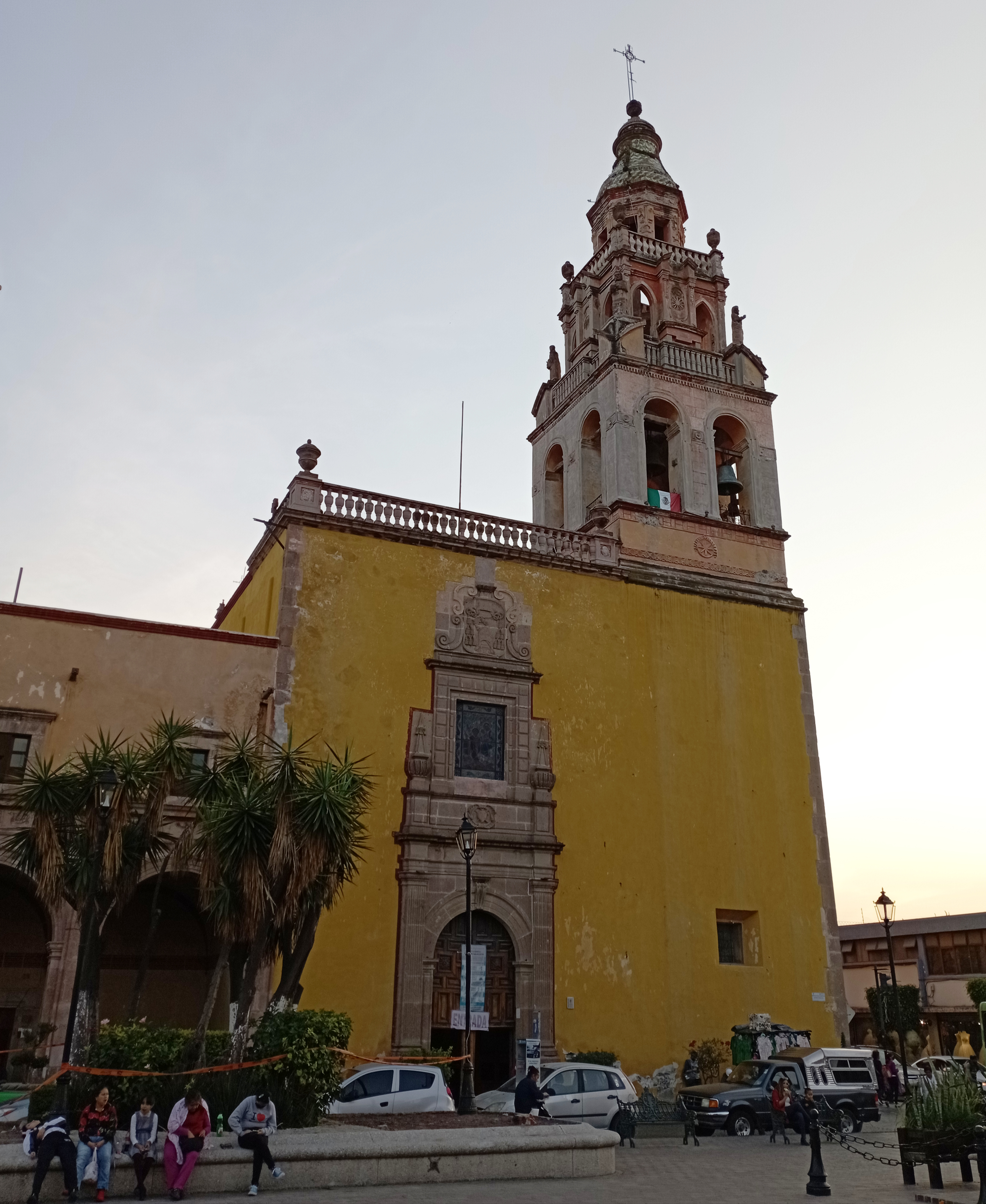
Templo de San Agustín

Templo de San Agustín: La chiesa di San Agustín, risalente al 1609, si distingue per la sua particolare e distintiva decorazione plateresca con influenze moresche; fu costruita dai primi frati agostiniani che arrivarono in città nel XVII secolo.

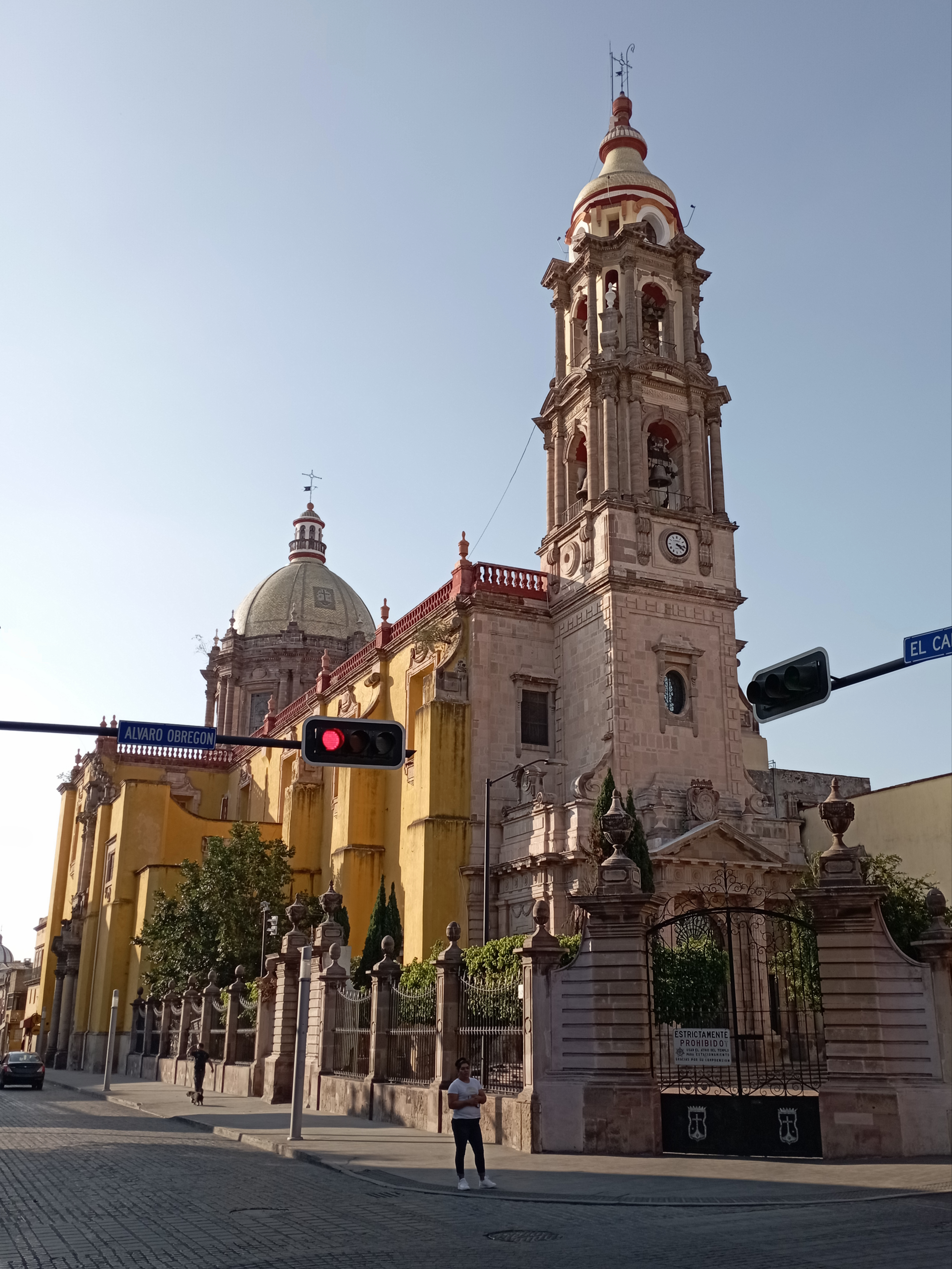
Templo de la Virgen del Carmen

Templo de la Virgen del Carmen: Il Tempio della Vergine del Carmen, costruito tra il 1802 e il 1807 (un'opera architettonica in stile neoclassico). L'architetto Tresguerras era stato incaricato come unico progettista della chiesa, poiché il vecchio tempio era stato distrutto da un incendio scoppiato nel pomeriggio del 16 luglio 1802. La ricostruzione iniziò quello stesso anno, per poi essere inaugurato il 13 ottobre 1803.
Convento y Templo de San Francisco: All'interno, la chiesa vanta uno stile barocco e una facciata neoclassica. La sua costruzione risale al 1683. È anche una delle più grandi del Messico. Durante la Rivoluzione Messicana, fu utilizzata come caserma. Ospitò anche un'università all'interno del suo convento. È la seconda chiesa del paese a ospitare l'Immacolata Concezione, la cui festa si celebra ogni 8 dicembre.
Museo de Celaya de Historia Regional: Questo museo ha aperto i battenti il 15 aprile 2010 e comprende otto sale e nove aree tematiche, che illustrano il suo passato preispanico, la sua formazione come città attraverso l'araldica del suo stemma e il contributo dei suoi quartieri alla cultura popolare, tra gli altri argomenti.
Columna de la Independencia: Opera dell'architetto Tresguerras, fu la prima scultura nazionale eretta per commemorare l'indipendenza del Messico. Fu costruita nel 1822 nel giardino del centro storico. Durante la vita di Tresguerras, fu la scultura più controversa del suo tempo, in quanto fu il primo monumento eretto per commemorare l'indipendenza messicana prima che questa fosse ancora stata completata e promulgata; i suoi contemporanei lo chiamavano "l'architetto coraggioso", per aver eretto un monumento in onore ad una indipendenza prima che questa fosse avvenuta.
Panteón Municipal y Museo de Momias de Celaya: Ubicato poco fuori dal centro oltre la ferrovia, il Pantheon Municipale è stato il primo cimitero civile di Celaya ed è uno dei cimiteri più importanti dello stato. Inaugurato nel XIX secolo, l'architettura funeraria di questo pantheon si distingue per la sua diversità e il complesso offre un senso di ordinato disordine, tra lapidi screpolate dal passare del tempo e strutture recenti. Adiacente al pantheon si trova il Museo delle Mummie, dove 22 corpi mummificati sono esposti in diverse sale, dove viene spiegato il processo di mummificazione.

## Cultura
Gastronomia: Celaya è nota in tutto il Messico per la sua "cajeta", (letteralmente: la scatoletta, per via del fatto che in origine veniva confezionata in scatolette circolari in legno) è un dolce artigianale tradizionale. Viene preparato con latte di capra in pentole di rame. Ne esistono un'ampia varietà di gusti: envinada (al vino), al pinolo, alla vaniglia, al caramello, alla noce e altri. Vengono preparati anche altri deliziosi dolci, come jamoncillos, arachidi candite, frutta candita, formaggio di mandorle, crema pasticcera, alfeñiques, wafer e caramelle al cocco. Questi dolci, in generale, sono a base di latte. Si credeva che persino la "Bola de Agua" contenesse cajeta, non acqua. Altri piatti tipici includono le tostadas di Celaya, le gorditas di formaggio e le cosiddette migajas del barrio de Tierras Negras, (ovvero le briciole del quartiere Tierras Negras) e le pacharelas.
Artigianato: Vengono prodotte le pelli conciate di San Lorenzo, maschere di cartone, dipinti su cartone, latta, legno bianco e cartapesta; fuochi d'artificio e giocattoli realizzati in cartone, canne, latta e legno bianco. Gli oggetti sono venduti a Calzada Independencia. Ci sono diversi posti dove si possono trovare giocattoli di legno, cinture di cuoio, stivali e altri prodotti artigianali.
Murales in stile metamorfico di Octavio Ocamp: I murales metamorfici dell'artista Messicano Octavio Ocampo, originario di Celaya, sono rinomati a livello internazionale; parte delle sue opere si trovano sui lati della scalinata principale dell'edificio della Presidenza Municipale e le cui decorazioni mettono in risalto gli eroi nazionali nascosti tra allegorie della guerra e delle attività agricole e industriali.
Feria de la Navidad: La Fiera regionale di Natale si tiene ogni anno dal 17 dicembre al 4 gennaio e propone attrazioni commerciali, culturali e di intrattenimento per i visitatori di tutta la regione.

## Sport
Il Celaya Fútbol Club fu fondato ufficialmente il 7 febbraio 1954 da Miguel Iriarte Montes, primo presidente del club. Dal 2011gioca nella Liga de Ascenso, dopo aver sconfitto in finale il Chivas Rayadas, filiale del Guadalajara. Negli anni seguenti il club riuscì a consolidare la propria presenza nella seconda serie messicana.

## Trasporti
Autobus extraurbani: l'autostazione di Celaya è ubicata  vicino al centro, a corca 1,5km, vi sono destinazioni per tutto il nord e centro del Messico: Ciudad de México, Aguascalientes, Ciudad Juárez, Chihuahua, Mexicali, Tijuana, Guadalajara, Monterrey, Saltillo, León, Durango, Zacatecas, Mazatlán, Acambaro, Querétaro, Hermosillo, Ciudad Acuña, Piedras Negras, Nuevo Laredo, Reynosa, Matamoros, Morelia, Uruapan, San Luis Potosí e Guanajuato.
Autostrade: Grazie alla sua posizione, Celaya ha buoni collegamenti sia stradali che autostradali con Guanajuato e il resto del Messico, si collega ad altre città grazie a buone infrastrutture: L'autostrada Querétaro-Irapuato, o Carretera Libre, che è stata modernizzata e ampliata a quattro corsie (due per direzione), collega anche Cortazar e Villagrán, nonché le comunità adiacenti al percorso. Autostrada Guanajuato-Juventino Rosas: strada a due corsie per senso di marcia. Collega Celaya, Juventino Rosas e la capitale di Guanajuato. Autostrada Salvatierra/Tarimoro/Acámbaro: per queste destinazioni è disponibile un'autostrada a 4 corsie senza pedaggio, che riduce notevolmente i tempi di percorrenza tra queste città. 
Circonvallazione di Celaya: Si tratta di una circonvallazione a pedaggio che collega l'autostrada del nord (Comonfort/San Miguel de Allende/Dolores Hidalgo) con l'autostrada Querétaro-Irapuato e l'autostrada del sud (Salvatierra/Tarimoro/Acámbaro).

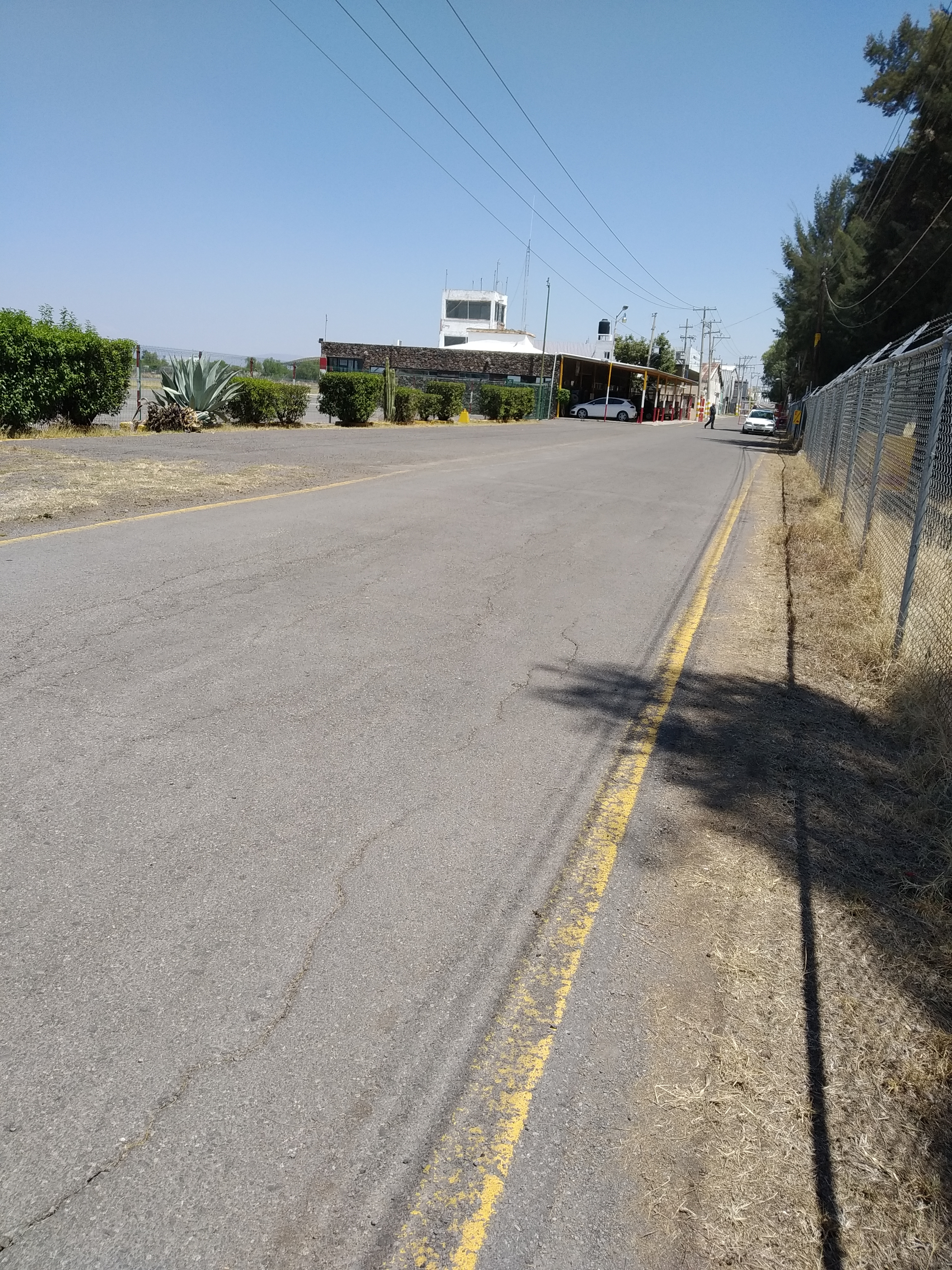
Ingresso al terminal dell'Aeroporto di Celaya

Aeroporto: L'Aeropuerto Nacional Capitán Rogelio Castillo o Aeroporto di Celaya (codice IATA: CYW, codice ICAO: MMCY) è un aerodromo situato a 12,5km dal centro di Celaya. È principalmente responsabile della gestione del traffico aereo per la città di Celaya riceve solo voli di aviazione generale nazionali. È gestito dall'a società "Aeropuerto de Celaya A.C." (Aeroporto di Celaya A.C.), un'associazione privata con concessione autorizzata dal comune della città per l'esecuzione dei lavori. La sua pista è lunga 2.000 metri e larga 50 metri.
Treno: Celaya ha una stazione ferroviaria a 2,4km dal centro, dopo la privatizzazione dei servizi ferroviari non vi sono più treni passeggeri, ma solo merci, il servizio è svolta da Ferromex, il traffico merci è piuttosto elevato dato che la stazione si trova sulle linee: Mexico-Ciudad Juarez, Mexico-Guadalajara e Acámbaro-San Miguel de Allende. È stata proposta la riattivazione della Mexico-Ciudad Juarez, ma al momento nulla è ancora stato fatto.